# Atequiza, Puebla
Atequiza är en ort i Mexiko.   Den ligger i kommunen Cuetzalan del Progreso och delstaten Puebla, i den sydöstra delen av landet, 180 km öster om huvudstaden Mexico City. Atequiza ligger 1 261 meter över havet och antalet invånare är 118.
Terrängen runt Atequiza är kuperad åt nordost, men åt sydväst är den bergig. Runt Atequiza är det ganska tätbefolkat, med 179 invånare per kvadratkilometer. Närmaste större samhälle är Ciudad de Tlatlauquitepec, 16,3 km söder om Atequiza. I omgivningarna runt Atequiza växer i huvudsak städsegrön lövskog.